# San Alberto Bay

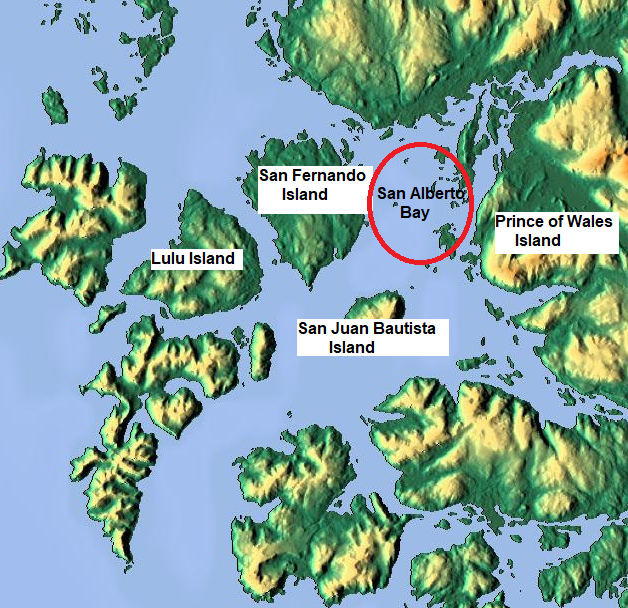
De aanduiding van de baai rood omcirkeld

San Alberto Bay is een baai in de Alexanderarchipel in de Alaska Panhandle in het zuidoosten van Alaska in de Verenigde Staten.

## Geografie
De baai heeft een lengte van 13,5 kilometer en is 10 kilometer breed. De baai wordt begrensd door het San Fernando Island in het westen, het Prins van Waleseiland in het oosten en noorden en het San Juan Bautista Island in het zuiden. In het noordwesten komt het San Christoval Channel op de baai uit, in het zuidwesten het Ursua Channel en in het zuiden de Bucareli Bay.
Het waterlichaam ligt in de mariene ecoregio Noord-Amerikaans Pacifisch Fjordland.

## Geschiedenis
De baai werd aanvankelijk "Seno de San Alberto" of "Saint Albert Bay" genoemd door Francisco Antonio Mourelle, een Spaanse marineofficier en ontdekkingsreiziger, toen hij rond 24 augustus 1779 deze arm van de zee voor het eerst verkende.